# Gaspard Fritz
Pour les articles homonymes, voir Fritz.
Gaspard Fritz, né le 18 février 1716 à Genève et mort le 23 mars 1783 dans la même ville, est un violoniste et compositeur genevois de la période préclassique. Il a composé des symphonies et de la musique de chambre.

## Biographie
Le père de Gaspard s'était installé à Genève en 1709, où il « enseignait à jouer du violon et autres instruments de musique ». En plus de la formation sans doute suivie avec son père l'enfant poursuit ses études auprès de Giovanni Battista Somis à Turin.
Âgé de vingt ans, il retourne à Genève et se marie en avril 1737. Il n'entreprend qu'une tournée parisienne qui se révèle être un échec (1756). En 1759 il joue pour Voltaire.
La renommée de Fritz hors de Genève est confirmée par des correspondances ou des écrits de Charles Burney (États de la musique en France et en Italie, Londres 1773) à la suite de son voyage en Suisse en 1770. On sait que Haendel a rencontré le compositeur et que Locatelli aimait les œuvres du Genevois.
Fritz, au sein d'une société calviniste qui ne promeut pas le concert ou l'opéra profane trouve dans les chambrées communes, « The Common Room of Geneva », sociétés réunissant la communauté d'origine anglaise de Genève par autorisation spéciale dès 1738, un espace d'expression en privé où la musique instrumentale et la musique lyrique est produite et appréciée.

« Il n'y a que peu de musique à entendre ici : Le théâtre n'y est pas autorisé, ni les orgues dans les églises, excepté deux qui ne sont uniquement utilisés que pour la psalmodie dans le pur style de Jean Calvin ; cependant M. Fritz, bon compositeur et excellent interprète sur le violon est encore en vie ; il habite ici depuis près de trente ans et est bien connu de tous les amateurs de musique anglais qui ont visité Genève durant cette période. »

— Charles Burney, États de la musique... 1773.
Vers 1737 jusqu'à son décès, il travaille comme violoniste et enseigne l'instrument et la musique à Genève.
Entre 1742 et 1772, le succès de Gaspard Fritz se trouve confirmé par la publication de six opus à Paris et Londres, des réimpressions ainsi que des éditions contrefaites.

## Œuvre
- Concerto a 5, violino principale, 2 violini, alto, basso (vers 1740)
- Sei sonate a quatro stromenti, opus 1 (pub. Walsh, Londres 1741)

1. en fa majeur
2. en la majeur

- VI Sonate a violino o flauto traversière solo col basso, opus 2

1. en ut majeur - Allegro, Largo, Vivace
2. en ré majeur - Adagio, Allegro, Aria
3. en la majeur - Largo, Vivace, Largo, Presto
4. en mi mineur - Andante, Allegro, Grazioso
5. en ré majeur - Andante, Allegro, Vivace
6. en sol majeur - Andante, Allegro, Minuetto

- Sei sonate a violino solo e basso, opus 3 (vers 1755)
- Sei sonate a due violini e basso, opus 4
- Sei sinfonie a piu strumenti, opus 6 (vers 1770)

1. en sol majeur
2. en fa majeur
3. en sol mineur

- Symphonie no 1 (éd. Hermann Scherchen, 1940)
- Concerto pour clavecin (pub. Feuille d'Avis de Genève 1774)
- Concerto pour violon en mi majeur (manuscrit[5])

1. Allegro
2. Adagio
3. Allegro

## Éditions modernes
- Gaspard Fritz, Œuvres complètes. Xavier Bouvier (éd.) et Anna Jelmorini et Pascale Darmsteter, coll. « Musiques à Genève », Université-Conservatoire de musique, 1994– (OCLC 870291520 et 163303827)

## Discographie
- Sonates pour flûte, opus 2 - Claire Genewein, flûte ; Nicoleta Paraschivescu, clavecin ; Maya Amrein, violoncelle continuo (2008, Guild 1834706)
- Sonates pour violon, opus 3 - Plamena Nikitassova, violon ;  Jörg-Andreas Bötticher, clavecin ; Maya Amrein, violoncelle (2013, Pan Classics PC10295)
- Concerto pour violon ; Symphonie no 1 - Jens Lohmann, violon ; English Chamber Orchestra, dir. Howard Griffiths (1993, Novalis 150 099-2)
- Sinfonias - La Stagione Frankfurt, dir. Michael Schneider (mars 2011, CPO 777 696-2)